# Revival (Roman)
Revival (Wiederbelebung bzw. Erweckung) ist ein 2014 erschienener Horror-Roman des amerikanischen Schriftstellers Stephen King. Die deutsche Übersetzung von Bernhard Kleinschmidt erschien 2015 unter demselben Titel.

## Inhalt
Ich-Erzähler Jamie Morton erzählt in der Gegenwart, wie sein Leben mit Charles Jacobs verbunden war.
Morton ist 1962 sechs Jahre alt, als er Jacobs kennen lernt. Jacobs kommt mit seiner Frau Patsy und seinem zweijährigen Sohn Morrie als neuer Prediger nach Harlow. Jacobs ist fasziniert von Elektrizität und betreibt eine Miniaturlandschaft mit elektrischen Leitungen, wovon der kleine Jamie sofort begeistert ist. Als Jamies Bruder Conrad sich an den Stimmbändern verletzt, gelingt Jacobs eine Art Wunderheilung, indem er Conrad mit schwachen Stromstößen behandelt.
Drei Jahre später, Jacobs ist in der Gemeinde sehr beliebt, sterben Patsy und Morrie bei einem Autounfall. Jacobs verliert den Glauben an einen gütigen Gott, verkündet dies bei einer Predigt und wird entlassen.
In den folgenden Jahren lernt Jamie Gitarre spielen und verliebt sich in Astrid Soderberg – die Beziehung endet unspektakulär, als beide an verschiedenen Universitäten studieren.
Jamie wird Berufsmusiker und nach einem schweren Motorradunfall 1984 heroinabhängig. 1992 begegnet er auf einem Jahrmarkt erneut Jacobs, der eine Art Zaubershow mit elektrischen Blitzen aufführt. Jacobs heilt Jamie von seiner Heroinsucht durch eine Behandlung mit „geheimer Elektrizität“ und Jamie begleitet Jacobs für kurze Zeit als dessen Assistent, bis er schlafwandelnd einen verstörenden Anfall hat.
2008 arbeitet Jamie als festangestellter Studiomusiker und ist mit seinem Leben zufrieden, als er erfährt, dass Jacobs mittlerweile ein populärer Fernsehprediger ist und bei öffentlichen Predigten vermeintliche Wunderheilungen vollbringt. Da auch Jamies Kollege Hugh Yates vor Jahren von Jacobs behandelt wurde, in der Folge aber wie Jamie von unerklärlichen Blackouts betroffen war, besuchen beide eine Predigt von Jacobs. Im Verlauf der Predigt heilt Jacobs verschiedene Menschen, Hugh hingegen wird von verstörenden Visionen heimgesucht.
Jamie macht sich Sorgen wegen möglicher Nachwirkungen der Wunderheilungen und beginnt über einige der von Jacobs geheilten Menschen zu recherchieren. Bei den meisten scheint die Heilung von Dauer zu sein, einige leiden aber unter Zwangsstörungen, andere begingen Suizid.
Schließlich besucht Jamie den mittlerweile 70-jährigen Jacobs und konfrontiert ihn mit den Ergebnissen seiner Recherche. Jacobs verteidigt sich mit seiner hohen Erfolgsquote und seinem geplanten Rückzug als Wunderheiler, zeigt Jamie sein privates Forschungslabor und möchte ihn als Assistenten einstellen, was Jamie verstört ablehnt.
Im Jahr 2014 erhält Jamie einen Brief von Jacobs, der ihm eine Bitte um Heilung der an Lungenkrebs erkrankten Astrid Soderberg weiterleitet: Jacobs wird Jamies Jugendliebe nur heilen, wenn dieser wieder als sein Assistent arbeitet. Jamie willigt ein, Astrid wird geheilt, hat aber während der Behandlung verstörende Visionen einer anderen Welt und von einem Wesen, das sie „Mutter“ nennt. Jamie verlässt Jacobs erneut vorübergehend, um einige Wochen später zu Jacobs letztem Experiment zurückzukehren.
Jacobs und Jamie verbringen einige Wochen wartend auf ein großes Gewitter in der Nähe von Harlow. Jacobs enthüllt Jamie seinen finalen Plan: bei seinen Forschungen hat er mit Hilfe von verbotenen Büchern wie De Vermis Mysteriis die ultimative Kraft entdeckt, die das Universum antreibt. Seit langer Zeit hält eine Pflegerin die komatöse Mary Fay am Leben, die Jacobs nun sterben lässt, um sie durch einen Blitzeinschlag und Elektrizität ins Leben zurückzuholen. Über sie möchte Jacobs Kontakt zu seiner verstorbenen Familie aufnehmen.
Als Mary Fay scheinbar wieder zum Leben erwacht, hat Jamie die Vision einer schrecklichen anderen Welt, in der lange Kolonnen von toten Menschen von ameisenähnlichen Wesen gequält werden. Jamie sieht Teile eines Wesens, die „Mutter“, das versucht, durch Mary Fay in Jamies Realität zu gelangen. Jamie kann dies verhindern, indem er Mary Fay rechtzeitig erschießt – Jacobs stirbt buchstäblich vor Entsetzen.
Drei Jahre später lebt Jamie auf Hawaii bei seinem Bruder, der infolge der Behandlung in seiner Kindheit in der Psychiatrie lebt. Astrid tötete kurz nach ihrer Behandlung ihre Partnerin und sich selbst. Die meisten der von Jacobs geheilten Personen haben mittlerweile Suizid begangen.
Jamie beendet seine Erzählung mit der Feststellung, dass die Nachwirkungen der Behandlung in nicht allzu ferner Zukunft auch ihn einholen werden – dann wird er die „Mutter“ wiedersehen.

## Rezeption
Burkhard Müller liest ein Buch über die „Möglichkeit eines radikal bösen Gottes“, das zutiefst beunruhigend sei. Die Nachbildung des alltäglichen Lebens sei gerade in ihrer „stilistischen Anspruchslosigkeit“ eine große Leistung, während der formale Aufbau mit starken Charakteren und wechselnden Erzählgeschwindigkeiten beeindruckend komplex sei.
Danielle Trussoni sieht in Jacobs einen „modernen Frankenstein“ und Anspielungen auf Thomas Edison und H. P. Lovecraft. Mit Friedhof der Kuscheltiere sei das Buch stark verbunden, da die Akzeptanz des Todes als ultimatives Ende eine große Rolle spiele.

## Ausgaben
- Revival. US-amerikanische Originalausgabe. Scribner, New York 2014, ISBN 978-1-4767-7038-3.
- Revival. Deutsche Ausgabe, übersetzt von Bernhard Kleinschmidt. Heyne, München 2015, ISBN 978-3-453-26963-7.